# Einar Gundersen (zapaśnik)
Einar Gundersen (ur. 7 września 1948 w Notodden) – norweski zapaśnik walczący w obu stylach. Olimpijczyk z Montrealu 1976, gdzie zajął siódme miejsce w stylu klasycznym i odpadł w eliminacjach w stylu wolnym. Startował w wadze superciężkiej ponad 100 kg.
Czwarty na mistrzostwach świata w 1977 i 1978 i szósty w 1973. Czwarty na mistrzostwach Europy w 1978. Dwanaście razy na podium mistrzostw nordyckich w latach 1970 – 1980 roku.

## Letnie Igrzyska Olimpijskie 1976
| Konkurencja                      | Walki                  | Walki                  | Walki                        | Klas. końcowa |
| Konkurencja                      | Pierwsza runda         | Druga runda            | Trzecia runda                | Miejsce       |
| -------------------------------- | ---------------------- | ---------------------- | ---------------------------- | ------------- |
| styl klasyczny, waga superciężka | Carlos Braconi (ARG) W | Henryk Tomanek (POL) P | Aleksandr Kołczinski (USR) P | VII miejsce   |

| Konkurencja                  | Walki                 | Walki                | Klas. końcowa |
| Konkurencja                  | Pierwsza runda        | Druga runda          | Miejsce       |
| ---------------------------- | --------------------- | -------------------- | ------------- |
| styl wolny, waga superciężka | Mamadou Sakho (SEN) P | Nikoła Dinew (BUL) P | eliminacje    |